# یاندرو کوینتانا
یاندرو میگوئل کوینتانا ریوالتا (اسپانیایی: Yandro Miguel Quintana Rivalta‎؛ زادهٔ ۳۰ ژانویهٔ ۱۹۸۰) کشتی‌گیر پیشین اهل کوبا است که در دستهٔ ۶۰ کیلوگرم کشتی آزاد رقابت می‌کرد. او برندهٔ مدال طلای المپیک ۲۰۰۴ آتن و دو مدال نقرهٔ مسابقات قهرمانی کشتی جهان (۲۰۰۳ و ۲۰۰۵) است. کوینتانا همچنین دو مدال طلای بازی‌های پان امریکن (۲۰۰۳، ۲۰۰۷) را کسب کرده است.
کوینتانا در المپیک ۲۰۰۴ آتن با پیروزی مقتدرانه بر مدعیان دستهٔ ۶۰ کیلوگرم از جمله سوشیل کومار از هند، داویت بوغوسیان گرجستانی، واسیل فدوریشین از اوکراین و مسعود مصطفی‌ جوکار از ایران به مدال طلا رسید. او در المپیک ۲۰۰۸ پکن نیز با کسب مقام اول رقابت‌های گزینشی لهستان حضور پیدا کرد اما در دیدار دوم این مسابقات و در یک کشتی نزدیک و سخت با شکست برابر ماولت باتیروف روس به مقام هفتم رسید.
وی در هاوانا، کوبا اقامت دارد.